# Pescati dalla rete
Pescati dalla rete è stato un programma televisivo italiano condotto da Éva Henger e andato in onda in prima serata su Vero dal 2012 al 2015 dove ad affiancarla c'è stata sua figlia Jennifer Caroletti. 
Sempre per lo stesso canale televisivo e sempre dal 2012 al 2015, nel periodo natalizio è andato in onda Pescati dalla rete - Christmas Edition con la stessa produzione e lo stesso cast.
Il programma andato in onda per tre edizioni classiche e per tre edizioni natalizie, mostra tutti i video più divertenti e spiritosi, compresi svarioni e scivoloni, trovati in rete.
Il programma è stato prodotto da Massimiliano Caroletti, prima compagno di Éva Henger e poi marito.